# Музейний центр (Баку)
Музейний центр Міністерства культури і туризму Азербайджанської республіки (азерб. Azərbaycan Respublikası Mədəniyyət və Turizm Nazirliyinin Muzey Mərkəzi в минулому Бакинська філія Центрального музею В. І. Леніна) — будівля, розташована в столиці Азербайджану, в місті Баку, на Приморському бульварі.
Загальна площа залів для експозицій складає 3700 м². Актовий зал Музейного центру розрахований на 150 місць і має площу 240 м². Площа Круглого залу — 230 м², Галереї мистецтв — 400 м² та експозиційного залу — 700 м².

## Історія

### Радянський період
Бакинська філія Центрального музею В. І. Леніна була створена на базі музею історії більшовицьких організацій Азербайджану імені Й. В. Сталіна 4 серпня 1954 року. Для відвідування музей був відкритий 1955 року. У період з 1955 по 1959 років музей займав старе приміщення музею історії більшовицьких організацій. В старій будівлі музею було 15 експозиційних залів.
Нова будівля побудована на місці колишнього парку імені Петрова в 1957 році за проектом азербайджанського архітектора Гасана Меджидова до 90-річчя Володимира Леніна і здана в експлуатацію в 1961 році як філія Московського Музею імені В. І. Леніна . У музеї зберігалося понад 110 000 експонатів, серед них — фотокопії рукописів Леніна. Бакинський музей також функціонував як Науковий центр, який збирав матеріали про життя Леніна і його продовжувачів.

### Сучасний період
У 1991 році, після розпаду СРСР на підставі указу президента Азербайджанської Республіки будівлю було передано Міністерству культури Азербайджанської Республіки і перейменовано на Музейний центр. Директором Музейного центру Міністерства культури і туризму Азербайджанської республіки є Ліана Везірова.
Будівля Музейного центру складається з чотирьох поверхів. На першому поверсі розташовано фоє та музейний кіоск; на другому — актовий зал і Державний музей музичної культури Азербайджану; на третьому — Музей незалежності Азербайджану і Азербайджанський державний театральний музей імені Дж. Джаббарли; а на четвертому поверсі — дирекція, Круглий зал, Галерея мистецтв та Інформаційно-оглядовий центр «Російський музей»: віртуальна філія.
Музейний центр міністерства культури і туризму Азербайджанської Республіки тісно співпрацює з музеями Росії, Грузії, США, Франції, Німеччини. У 2007 році було підписано угоду про "Співробітництво між музеями Азербайджану та Норвегії ".
У музейному центрі проводяться різноманітні заходи, конференції міжнародних організацій ЮНЕСКО, ООН, TURKSOУ, семінари, вечори пам'яті знаменитим людям, прес-конференції тощо. Відділ культурного розвитку і міжнародних відносин був відкритий в Музейному центрі в 2005 році. Метою створення даного відділу виступила розробка нових культурних програм.

## Галерея мистецтв
Галерея мистецтв музейного центру складається з п'яти залів, загальна площа яких становить 400 м 2. З моменту створення галерея використовувалася як виставковий простір. У 1961 році в галереї відбулася перша виставка, яка була присвячена першому польоту людини в космос. Наприкінці 80-х ХХ століття в галереї було відкрито Музей комсомолу ЦК ВЛКСМ. Організатори при декорації перекрили верхнє світло. У 1991 році галерея повернула свій первісний вигляд.
З 2003 року в галереї проводилися такі виставки як «Крила часу», «Пори року» — " Барви осені ", " Весна. Жінка. Любов ", " Імпресія Літа ", " Гармонія Зими ", виставка "Веселка Любові ". У Галереї також пройшли наступні виставки: виставка п'ять напрямків німецького фотографа Клауса Вікрата, персональна виставка болгарського художника Еміля Стойчева, фотовернісаж «Ілюмінації» представниці школи сучасної американської фотографії Туби Озтекін Койма.

## Кругла зала
Кругла зала має площу 230 м 2 і розташована під куполом будівлі. Тут, зазвичай, проводяться презентації, офіційні прийоми, церемоніальні відкриття, колегії міністерства культури і туризму, підписання договорів про культурне співробітництво, дефіле азербайджанських модельєрів. У залі також проводилися такі дефіле як Схід і Захід, З любов'ю до Жінки.

## У філателії

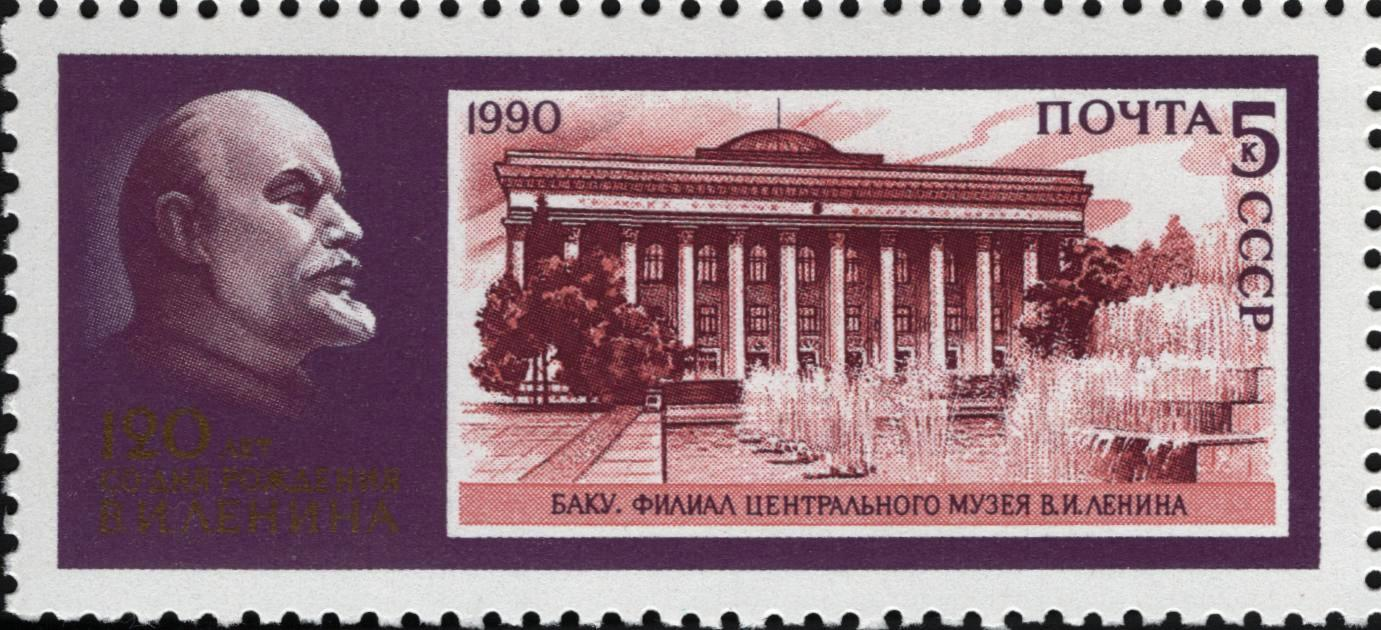
Поштова марка СРСР, 1990